# Emma Marrone
Emmanuela Marrone (ur. 25 maja 1984 we Florencji) – włoska piosenkarka, autorka tekstów i kompozytorka.
W 2003 zwyciężyła w finale włoskiego talent show Superstar Tour. Po zakończeniu programu wraz z dwiema innymi uczestniczkami show założyła zespół Lucky Star, który rozpadł się po trzech latach działalności. W kolejnych latach była wokalistką zespołów: M.j.u.r. (2007–2009), Anonimo Soul (2007–2009) i H2O (2009). W 2010 po zwycięstwie w programie Amici di Maria De Filippi rozpoczęła solową karierę. Od tamtej pory wydała jeden minialbum: Oltre (2010) i sześć albumów studyjnych: A me piace così (2010), Sarò libera (2011), Schiena (2013), Adesso (2015), Essere qui (2018) i Fortuna (2019). Za sprzedaż albumów we Włoszech uzyskała trzy potrójnie platynowe płyty i dwie podwójnie platynowe.
W 2011 z utworem „Arriverà”, nagranym w duecie z zespołem Modà, zajęła drugie miejsce na Festiwalu Piosenki Włoskiej w San Remo. Na początku 2012 z utworem „Non è l’inferno” zwyciężyła na Festiwalu Piosenki Włoskiej w San Remo. W 2014, reprezentując Włochy z utworem „La mia città”, zajęła 21. miejsce w finale 59. Konkursu Piosenki Eurowizji w Kopenhadze.

## Życiorys

### Dzieciństwo, edukacja
Urodziła się 25 maja 1984 we Florencji, lecz wczesne dzieciństwo spędziła w Sesto Fiorentino, a gdy miała 4 lata, przeprowadziła się z rodzicami do Aradeo. Kiedy miała dziewięć lat, zaczęła występować z ojcem w zespole Karadreon i H2O, w których ten był gitarzystą. Po ukończeniu liceum klasycznego pracowała przez trzy lata m.in. w magazynie oraz jako sprzedawczyni.

### 2003–2009: Początki kariery: Lucky Star i M.j.u.r.
Karierę muzyczną rozpoczęła w 2003 od udziału w drugiej edycji włoskiego programu talent show Superstar Tour, w którym zwyciężyła. Po udziale w programie założyła zespół Lucky Star, w którego skład weszły także dwie inne uczestniczki show: Laura Pisu i Colomba Pane. W tym samym roku grupa podpisała kontrakt muzyczny z wytwórnią Universal Music, która wydała ich debiutancki singel „Stile”. W 2006 roku formacja nagrała ścieżkę dźwiękową do włoskiej wersji językowej serialu animowanego W.I.T.C.H. Czarodziejki oraz wydała swój debiutancki album – LS3. Niedługo po premierze płyty, zespół rozpadł się.
W 2007 Marrone rozpoczęła nowy projekt – Mad Jesters Until Rave (w skrócie: M.j.u.r.), z którym podpisała kontrakt z wytwórnią Dracma Records i wydała album pt. Mjur w styczniu 2008, przy czym wszystkie utwory na płytę napisała Marrone. Zespół w 2009 roku zakończył działalność. W latach 2007–2009 Marrone była także członkinią grupy Anonimo Soul, a w 2009 weszła w skład zespołu H2O.

### 2009–2010:Amici di Maria De FilippiiOltre

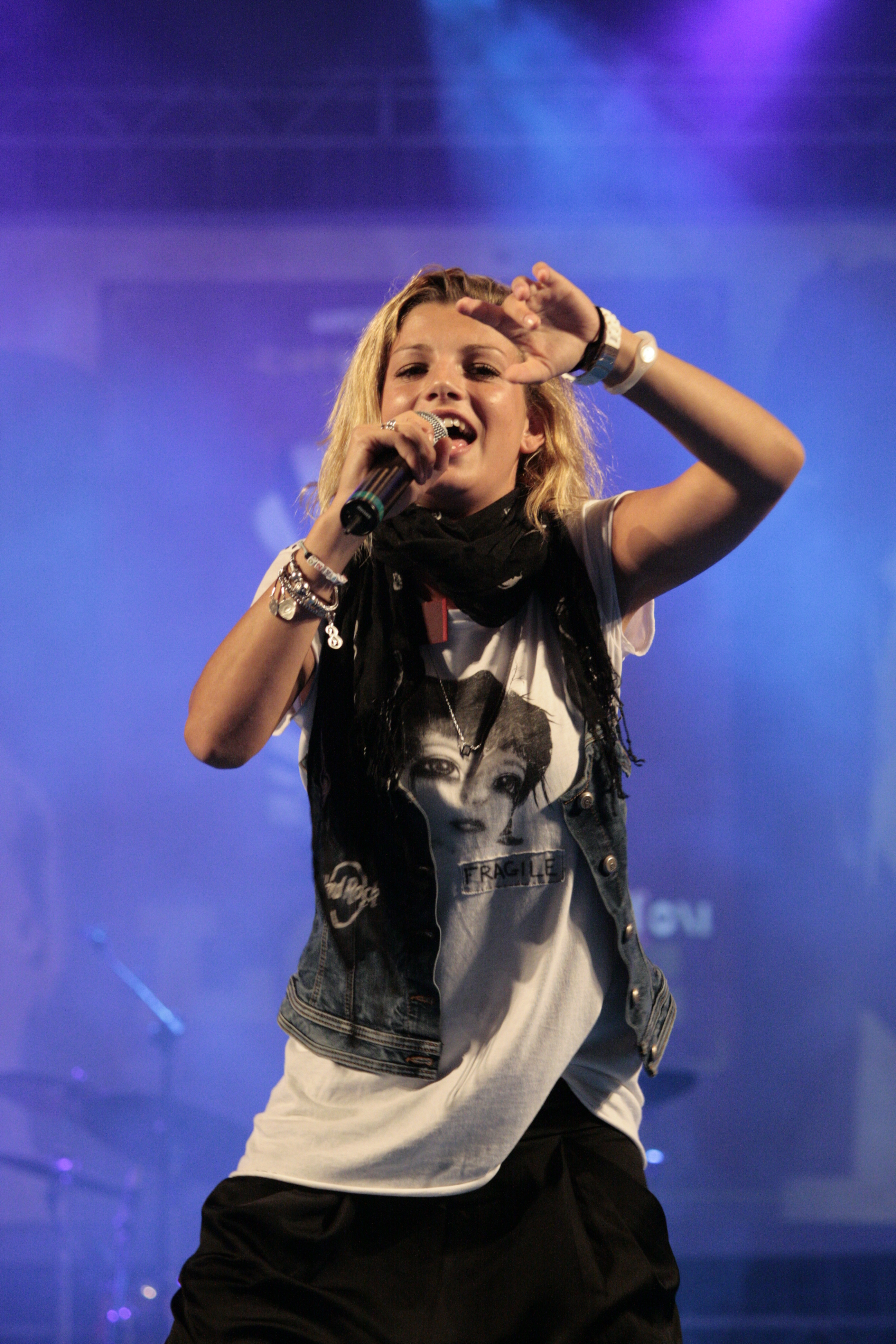
Marrone podczas koncertu (2010)

Pod koniec 2009 zgłosiła się do udziału w dziewiątej edycji talent show Amici di Maria De Filippi w telewizji Canale 5, a w marcu 2010 zwyciężyła w finale programu. W międzyczasie podpisała kontrakt z wytwórnią Universal Music i wydała swój debiutancki minialbum pt. Oltre, z którym zajęła pierwsze miejsce na oficjalnej liście sprzedaży we Włoszech i za który otrzymała certyfikat potrójnej platynowej płyty. Wydawnictwo było drugim najlepiej sprzedającym się albumem w 2010 w kraju, poza tym dotarł do 85. miejsca na oficjalnej liście sprzedaży w Szwajcarii. Marrone promowała album singlem „Calore”, z którym dotarła do pierwszego miejsca na włoskiej liście sprzedaży, a za jego sprzedaż uzyskała platynową płytę. W czerwcu otrzymała nagrodę na Wind Music Awards 2010 w kategorii Premio CD Multiplatino za swój minialbum oraz wyruszyła w swoją pierwszą trasę koncertową, Ahi ce sta passu Tour, która potrwała do września. Latem otrzymała nagrodę dla najlepszej wokalistki 2010 roku na gali rozdania Venice Music Awards.

### 2010–2011:A me piace cosìi Festiwal Piosenki Włoskiej 2011
We wrześniu 2010 wydała singiel „Con le nuvole”, którym promowała swój debiutancki album studyjny pt. A me piace così wydany 19 października tego samego roku. Z płytą dotarła do drugiego miejsca oficjalnej włoskiej listy sprzedaży i do 50. miejsca w Szwajcarii. Za sprzedaż albumu uzyskała certyfikat podwójnie platynowej płyty we Włoszech. 30 listopada 2010 wydała reedycję płyty, na której umieściła utwory z minialbumu Oltre i dwa premierowe utwory: „L’amore che ho” i „(Sittin’ on) the Dock of the Bay”, nagrany w duecie z Craigem Davidem.
W lutym 2011 z utworem „Arriverà”, nagranym w duecie z zespołem Modà, zajęła drugie miejsce w finale Festiwalu Piosenki Włoskiej w San Remo. W związku ze swoim udziałem w festiwalu wydała reedycję albumu pt. A me piace così, którą rozszerzyła o konkursową propozycję „Arriverà” oraz dwie inne, premierowe kompozycje: „Io son per te l’amore” i „Per sempre”. Również w lutym została nominowana do TRL Awards 2011 w kategorii najlepszy artysta talent show. W marcu była supportem podczas koncertu Taylor Swift w Mediolanie, a w maju zaśpiewała Hymn Włoch podczas ceremonii otwarcia rozgrywek o Puchar Włoch w piłce nożnej na Stadio Olimpico w Rzymie. W czerwcu otrzymała dwie nagrody na Wind Music Awards 2011 za wygraną w kategoriach: Premio CD Platino (za album pt. A me piace così) i Premio Digital Songs Platino (za singiel „Arriverà”). W tym samym miesiącu wyruszyła w trasę koncertową A me piace così Tour, która trwała ponad miesiąc. W lipcu wystąpiła na festiwalu poświęconemu pamięci włoskiego piosenkarza Giorgio Gabera, w hołdzie któremu zaśpiewała dwa utwory: „Io non mi sento italiano” i „La libertà”.

### 2011–2012:Sarò liberai Festiwal Piosenki Włoskiej 2012

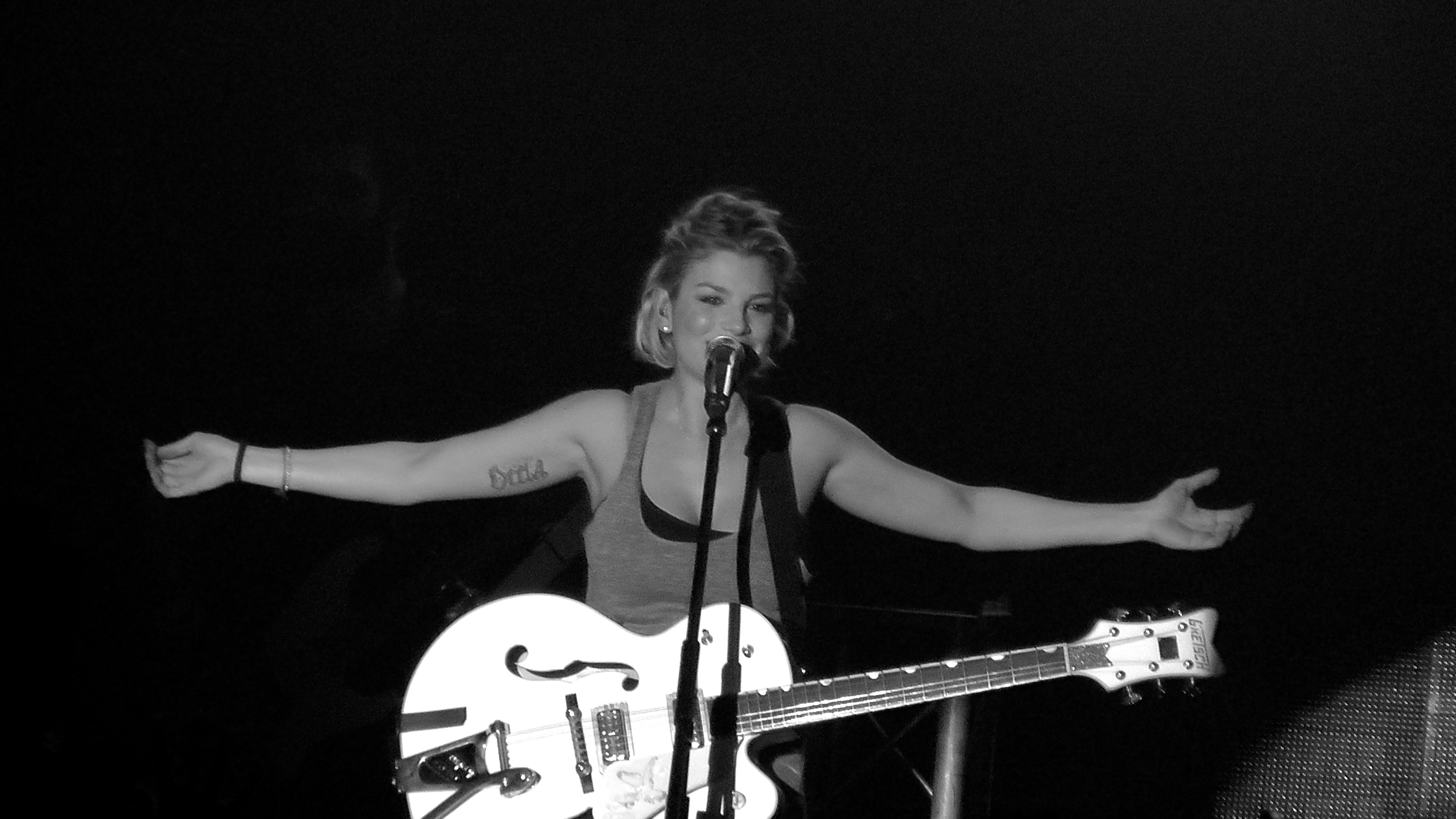
Marrone podczas koncertu we Florencji (2012)

2 września 2011 wydała singiel „Sarò libera”, z którym dotarła do czwartego miejsca na liście najlepiej sprzedających się singli we Włoszech i pokrył się złotem. 20 września wydała album, również zatytułowany Sarò libera, z którym dotarła do pierwszego miejsca na oficjalnej liście sprzedaży we Włoszech i do 43. miejsca na liście w Szwajcarii. Za sprzedaż albumu we Włoszech odebrała certyfikat potrójnie platynowej płyty.
W styczniu 2012 zagrała rolę epizodyczną w filmie Benvenuti al Nord, do którego nagrała również piosenkę „Nel blu dipinto di blu” z repertuaru Domenico Modugno. W lutym z utworem „Non è l’inferno” zwyciężyła w finale Festiwalu Piosenki Włoskiej w San Remo. W związku z udziałem w festiwalu wydała reedycję albumu pt. Sarò libera. Po zwycięstwie w San Remo jej konkursowy singiel dotarł do pierwszego miejsca na liście sprzedaży w kraju i do 19. miejsca w Szwajcarii, a za jego sprzedaż uzyskała certyfikat multiplatynowej płyty we Włoszech. Również w lutym została nominowana do Nickelodeon Kids’ Choice Awards 2012 dla najlepszego włoskiego piosenkarza. Od marca do maja brała udział w 11. edycji talent show Amici di Maria De Filippi, występując w grupie Big, i ostatecznie zajęła drugie miejsce w finale. W międzyczasie otrzymała nagrodę w kategorii Włosi robią to lepiej na gali rozdania TRL Awards 2012.
Podczas lipcowej ceremonii wręczenia Wind Music Awards 2012 otrzymała nagrodę w kategorii Premio CD Platino (za Sarò libera). W tym samym miesiącu wyruszyła w trasę koncertową Sarò libera Tour, która potrwała do grudnia, a liczba sprzedanych biletów przekroczyła 160 tysięcy sztuk.

### 2013–2014:Schienai Konkurs Piosenki Eurowizji

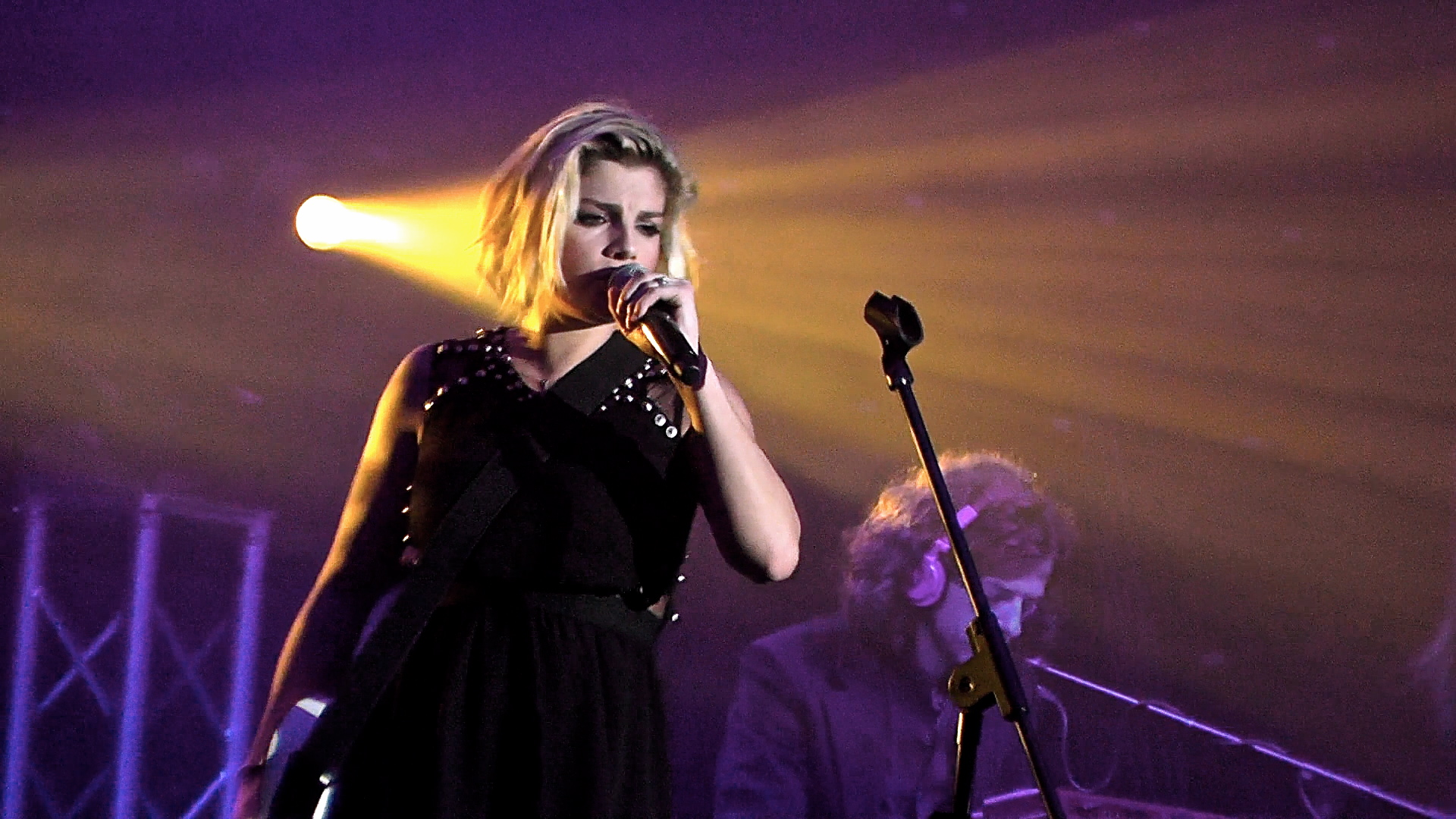
Marrone podczas koncertu w Bolonii (2012)

W lutym 2013 drugi raz z rzędu została nominowana do Kids’ Choice Awards 2013 dla najlepszego włoskiego piosenkarza. 15 lutego wystąpiła podczas czwartego dnia Festiwalu Piosenki Włoskiej w San Remo, gdzie w duecie z Annalisą wykonała utwór „Per Elisa” z repertuaru Alice. Od kwietnia do czerwca kierowała jedną z drużyn w 12. edycji programu Amici di Maria De Filippi, w którego finale zwyciężył jeden z jej podopiecznych – Moreno Donadoni.
22 marca wydała w pełni autorski singiel „Amami”, z którym dotarła do trzeciego miejsca na liście najlepiej sprzedających się singli w kraju i za którego sprzedaż uzyskała platynową płytę. 9 kwietnia wydała album pt. Schiena, który został wyprodukowany przez Brando. Wydawnictwo znalazło się na pierwszym miejscu oficjalnej włoskiej listy sprzedaży i na 25. miejscu na liście sprzedaży w Szwajcarii. Morrone za sprzedaż albumu we Włoszech uzyskała certyfikat potrójnie platynowej płyty. W czerwcu podczas ceremonii Wind Music Awards 2013 otrzymała nagrody w kategoriach: Premio CD Oro (za Schiena) i Premio Digital Songs Platino („Amami”), a także wystąpiła podczas pierwszej edycji wręczenia statuetek MTV Awards 2013 we Florencji, gdzie otrzymała nagrodę w kategorii Wonder Woman. We wrześniu otrzymała sześć nominacji do World Music Awards w kategoriach: najlepsza piosenka (za utwór „Amami”), najlepszy album (za płyty Sarò libera i Schiena), najlepszy teledysk (za „Amami”), najlepsza artystka, najlepszy wykonawca na żywo i najlepszy piosenkarz. W tym samym miesiącu została również nominowana do nagrody MTV Europe Music Awards 2013 w kategorii najlepszy włoski wykonawca.
W listopadzie wydała reedycję albumu pt. Schiena pod nazwą Schiena vs Schiena oraz wyruszyła w trasę koncertową Schiena Tour, która potrwała ponad miesiąc. Płyta Schiena była piątą najlepiej sprzedającą się płytą w 2013 roku we Włoszech.
22 stycznia 2014 włoski nadawca publiczny Radiotelevisione Italiana (Rai) oficjalnie potwierdził, że Marrone została wybrana wewnętrznie na reprezentantkę Włoch podczas 59. Konkursu Piosenki Eurowizji organizowanego w Kopenhadze w maju tego samego roku. Kilka dni później poinformowano, że jej konkursowym utworem będzie jej w pełni autorska piosenka „La mia città” z albumu pt. Schiena vs Schiena. Pod koniec stycznia jej utwór „Acqua e ghiaccio” znalazł się na ścieżce dźwiękowej miniserialu Braccialetti rossi. W marcu otrzymała nagrodę Cavalchina na ceremonii rozdania Cavalchina Awards 2014 w Wenecji.

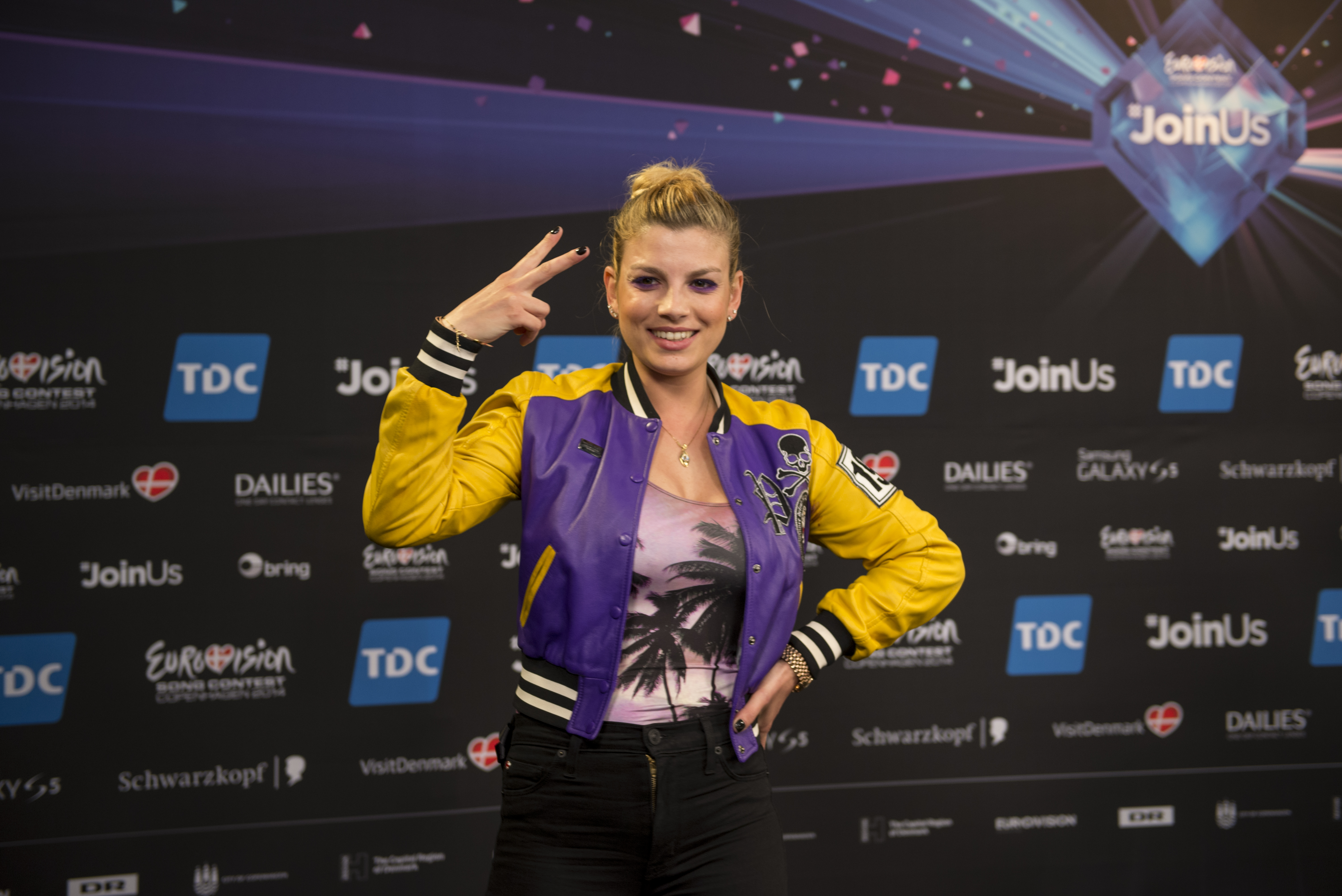
Marrone podczas konferencji prasowej przed 59. Konkursem Piosenki Eurowizji w Kopenhadze (2014)

10 maja wystąpiła w finale 59. Konkursu Piosenki Eurowizji w Kopenhadze, na którym zdobyła 33 punktów i zajęła 21. miejsce, najniższe miejsce w historii udziału Włoch w konkursie. Po finale Eurowizji zajęła ex aequo z Cristiną Scarlat z Mołdawii drugie miejsce w nieoficjalnym plebiscycie o Nagrodę im. Barbary Dex dla najgorzej ubranego uczestnika Eurowizji, a za sprzedaż singla „La mia città” zdobyła złotą płytę we Włoszech.
20 czerwca na prośbę włoskiej rozgłośni radiowej Radio Italia zagrała minikoncert zorganizowany z okazji odbywającego się meczu włoskiej reprezentacji na Mistrzostwach Świata w Piłce Nożnej 2014 w Recife. W tym samym miesiącu wzięła udział w trasie koncertowej Coca-Cola Summer Festival zorganizowanej przez telewizję Canale 5. Podczas jednego z koncertów jej piosenka „La mia città” zwyciężyła w konkursie na przebój lata.
W lipcu odbyła swoją minitrasę koncertową pod nazwą #EmmaLimitEdition, składającą się z sześciu koncertów we Włoszech. Pod koniec miesiąca hiszpański piosenkarz David Bisbal wydał singiel „Hombre de tu vida”, który nagrał w duecie z Marrone.
Na początku października wydała autorski singiel „Resta ancora un po’”, z którym dotarła do 16. miejsca na włoskiej liście sprzedaży. 11 listopada wydała pierwszy w swojej karierze album koncertowy pt. E Live. Wydawnictwo objęło dwie płyty: CD (16 utworów) oraz DVD (20 utworów), na których prócz premierowego singla zostały zawarte największe przeboje z repertuaru Marrone w wersjach na żywo, zarejestrowanych podczas jej koncertu w Weronie w ramach letniej trasy koncertowej #EmmaLimitEdition. Album uplasował się na szóstym miejscu na włoskiej liście sprzedaży i uzyskał status złotej płyty.
Pod koniec 2014 premierę miał singiel zespołu Modà „Come in un film”, który został nagrany z gościnnym udziałem Marrone.

### 2015–2018:AdessoiEssere qui
W lutym 2015 współprowadziła Festiwal Piosenki Włoskiej w San Remo. W tym samym miesiącu przez włoską edycję magazynu „Rolling Stone” została uznana za jedną ze 100 najbardziej wpływowych artystów muzycznych we Włoszech. Następnie była mentorką jednej z drużyn w 14. edycji programu Amici di Maria De Filippi. W maju została nagrodzona dwiema nagrodami na gali rozdania Premio TV – Premio regia televisiva, które przyznano jej za udział w Festiwalu Piosenki Włoskiej 2015 oraz w 14. edycji Amici di Maria De Filippi. W następnym miesiącu na gali rozdania Wind Music Awards 2015 otrzymała nagrodę w kategorii Premio CD Oro (za E Live).
Pod koniec czerwca wydała singiel „Occhi profondi”, z którym zajęła 13. miejsce na włoskiej liście sprzedaży i za którego sprzedaż uzyskała platynową płytę. 27 listopada wydała album pt. Adesso, z którą zajęła drugie miejsce na liście sprzedaży we Włoszech i 23. miejsce w Szwajcarii. Za sprzedaż albumu we Włoszech uzyskała status podwójnie platynowej płyty.

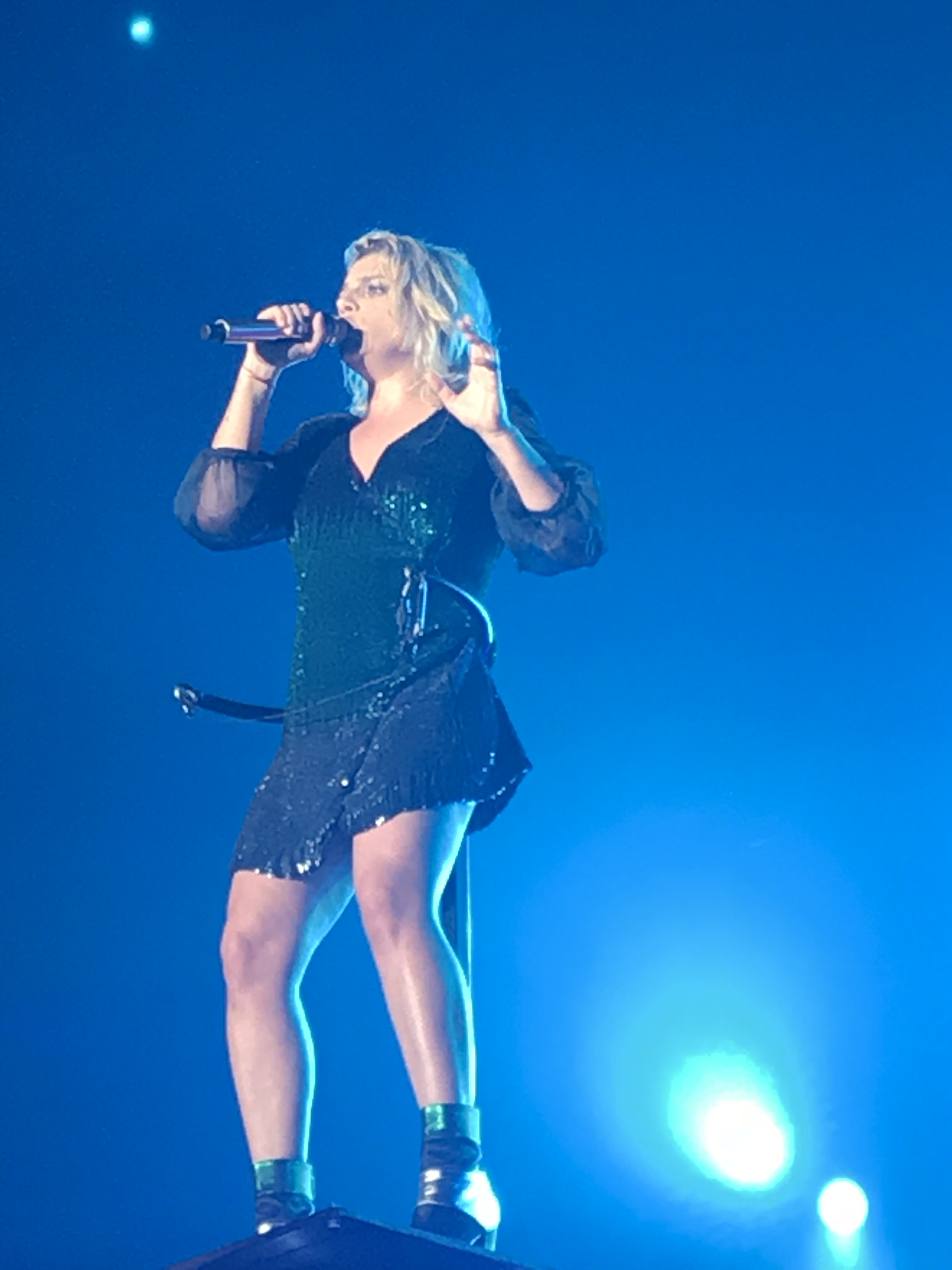
Marrone podczas koncertu w Neapolu (2018)

26 stycznia 2018 wydała album pt. Essere qui, na którym umieściła 11 piosenek. Z wydawnictwem zajęła drugie miejsce na oficjalnej liście sprzedaży we Włoszech i 16. miejsce w Szwajcarii. Za sprzedaż albumu w ponad 50 tys. egzemplarzy we Włoszech uzyskała certyfikat platynowej płyty. Album promowała singlami: „L’isola”, „Effetto domino”, „Mi parli piano” oraz „Mondiale”, przy czym za sprzedaż trzeciego z nich w nakładzie 25 tys. egzemplarzy otrzymała status złotej płyty.

### Od 2019:Fortuna
6 września 2019 wydała singiel „Io sono bella”, do którego tekst napisał Vasco Rossi. 25 października 2019 premierę miał jej album pt. Fortuna, który wyprodukowali Dardust, Luca Mattioni, Elisa Toffoli oraz Frenetik&Orang3.

## Działalność charytatywna
Od początku kariery brała udział w szeregu inicjatyw społecznych. W 2011 roku uczestniczyła w proteście o prawa kobiet, organizowanym przez ruch Se non ora quando. Manifestację wsparła ponownie swoją obecnością również w 2012 roku.
W marcu 2011 w wywiadzie przeprowadzonym dla magazynu „Gioia” wyznała, że w 2009 roku wykryto u niej złośliwy nowotwór macicy, który usunięto jej w trakcie siedmiogodzinnej operacji w jednym ze szpitali w Rzymie. Po tym doświadczeniu zaangażowała się w kampanie społeczne, mające na celu podniesienie świadomości na temat profilaktyki raka wśród młodych ludzi. W 2011 została ambasadorką kampanii poświęconej profilaktyce nowotworów, która została przeprowadzona przez fundację ANT, działającą w ramach organizacji ONLUS.
We wrześniu 2011 zaśpiewała podczas dziewiątej edycji corocznego koncertu O' Scià stworzonego przez Claudio Baglioni na rzecz świadomości na temat nielegalnej imigracji, która od lat dotyka Sycylię. W tym samym roku w czasie odbywającego się referendum wyraziła sprzeciw energii jądrowej we Włoszech, zakładając na jedno ze swoich publicznych wystąpień koszulkę z napisem „Stop energii jądrowej”.
W 2012 zaangażowała się w tworzenie limitowanej kolekcji butów marki Ishikawa, w czego wyniku powstało 300 par obuwia, z których wpływy ze sprzedaży zostały przekazane w całości na cele charytatywne. 11 lipca wzięła udział w koncercie SLAncio di vita, mającym na celu zebranie funduszy na finansowanie badań na stwardnienie zanikowe boczne.
W listopadzie 2013 wspierała inicjatywę charytatywną PenSiero Positivo na rzecz promowania badań na obecność wirusa HIV, a w ramach współpracy z organizacją podpisała naczynia gliniane, które następnie zostały wystawione na aukcję.

## Życie prywatne
W 2009 u Marrone wykryto złośliwego guza macicy, który został usunięty operacyjnie. W 2013 przeszła ponowną operację narządu.
W 2010 związała się z tancerzem Stefanem De Martino, którego poznała na planie programu Amici di Maria De Filippi. W 2011 De Martino nawiązał romans z Giulią Pauselli, co nie spowodowało jednak rozstania z Marrone. Para rozstała się w 2012 z powodu romansu De Martino z prezenterką Belén Rodríguez. W 2013 przez parę miesięcy była w związku z aktorem Marco Boccim.

## Dyskografia
- A me piace così (2010)
- Sarò libera (2011)
- Schiena (2013)
- Adesso (2015)
- Essere qui (2018)
- Fortuna (2019)

## Nagrody i nominacje
| Rok  | Konkurs                             | Kategoria                                                         | Rezultat   |
| ---- | ----------------------------------- | ----------------------------------------------------------------- | ---------- |
| 2010 | Wind Music Awards                   | Premio CD Multiplatino (Oltre)                                    | Wygrana    |
| 2010 | Venice Music Awards                 | Najlepsza wokalistka roku                                         | Wygrana    |
| 2011 | TRL Awards                          | Najlepszy artysta talent show                                     | Nominacja  |
| 2011 | Wind Music Awards                   | Premio CD Platino (A me piace così)                               | Wygrana    |
| 2011 | Wind Music Awards                   | Premio Digital Songs Platino („Arriverà”)                         | Wygrana    |
| 2012 | Kids’ Choice Awards                 | Najlepszy włoski piosenkarz                                       | Nominacja  |
| 2012 | TRL Awards                          | Najlepszy fan                                                     | Nominacja  |
| 2012 | TRL Awards                          | Włosi robią to lepiej                                             | Wygrana    |
| 2012 | Wind Music Awards                   | Premio CD Platino (Sarò libera)                                   | Wygrana    |
| 2013 | Kids’ Choice Awards                 | Najlepszy włoski piosenkarz                                       | Nominacja  |
| 2013 | Wind Music Awards                   | Premio CD Oro (Schiena)                                           | Wygrana    |
| 2013 | Wind Music Awards                   | Premio Digital Songs Platino („Amami”)                            | Wygrana    |
| 2013 | MTV Awards                          | Wonder Woman                                                      | Wygrana    |
| 2013 | MTV Awards                          | Artist Saga                                                       | Nominacja  |
| 2013 | World Music Awards                  | Najlepsza piosenka („Amami”)                                      | Nominacja  |
| 2013 | World Music Awards                  | Najlepszy album (Sarò libera i Schiena)                           | Nominacja  |
| 2013 | World Music Awards                  | Najlepszy teledysk („Amami”)                                      | Nominacja  |
| 2013 | World Music Awards                  | Najlepsza artystka                                                | Nominacja  |
| 2013 | World Music Awards                  | Najlepszy wykonawca na żywo                                       | Nominacja  |
| 2013 | World Music Awards                  | Najlepszy wykonawca                                               | Nominacja  |
| 2013 | MTV Europe Music Awards             | Najlepszy włoski wykonawca                                        | Nominacja  |
| 2014 | Rockol Awards                       | Najlepszy włoski album (Schiena)                                  | Wygrana    |
| 2014 | Rockol Awards                       | Najlepsza włoska piosenka („Amami”)                               | 2. miejsce |
| 2014 | Rockol Awards                       | Najlepszy włoski teledysk („Amami”)                               | Wygrana    |
| 2014 | Rockol Awards                       | Najlepsza włoski koncert/festiwal/trasa koncertowa                | Wygrana    |
| 2014 | Cavalchina Awards                   | Cavalchina                                                        | Wygrana    |
| 2014 | Music Awards                        | Premio CD Multiplatino (Schiena vs schiena)                       | Wygrana    |
| 2014 | MTV Awards                          | Artist Saga                                                       | Nominacja  |
| 2014 | Coca-Cola Summer Festival           | Przebój lata („La mia città”)                                     | Wygrana    |
| 2014 | Latin Music Italian Awards          | Najlepsza międzynarodowa artystka roku                            | Nominacja  |
| 2014 | Latin Music Italian Awards          | Najlepszy międzynarodowy kobiecy teledysk roku („La mia città”)   | Nominacja  |
| 2015 | Premio TV – Premio regia televisiva | –                                                                 | Wygrana    |
| 2015 | Premio TV – Premio regia televisiva | –                                                                 | Wygrana    |
| 2015 | Wind Music Awards                   | Premio CD Oro (E Live)                                            | Wygrana    |
| 2015 | MTV Awards                          | Artist Saga                                                       | Nominacja  |
| 2015 | Cuffie d’Oro–Radio Awards           | Najlepszy radiowy artysta                                         | Nominacja  |
| 2015 | Latin Music Italian Awards          | Najlepszy międzynarodowy kobiecy teledysk roku („Occhi profondi”) | Wygrana    |